# Плафон
Плафон (од фр. plafond) или таваница је ентеријер који се налази изнад главе који уједно ограничава горњу границу просторије. Ово се генерално не сматра конструктивним елементом, ал је као готов плафон могућа подлога спрата изнад или самог тавана. Плафони су класификовани према њиховом изгледу или начину изградње.

## Типови
Плафони се класификују према њиховом изгледу или конструкцији. Катедралски плафон је било који висока плафонска област слична онима који се срећу у црквама. Спуштени плафон је онај код кога је завршна површина је изграђена од неколико центиметара, до неколико стопа, или неколико метара испод носеће структуре изнад ње. То може да буде урађено из естетских разлога, као што је остваривање жељене висине плафона, или практичних разлога као што је акустично дампирање или обезбеђивање простора за HVAC или цевну инфраструктуру. Инверзни случај је издигнути под. Конкавни или плафон у облику бурета је закривљен или заобљен према горе, обично из визуелних или акустичких разлога, док је кесонски плафон издељен у решетку са удубљеним четвртастим или осмоугаоним панелима. Такво решење се назива и „лакунарни плафон”. Увални плафон користи закривљене гипсане прелазе између зида и плафона; назван је по увалном калупу, који има конкавне кривине. Растегнути плафон (или растегљиви плафон) користи већи број појединачних панела од материјала као што је PVC учвршћених на граничне шине.

## Елементи
Плафони су често украшени фрескама, мозаичним плочицама и другим површинским третманима. Иако је тежак за израду (барем на лицу места) украшени плафон има предност у томе што је у великој мери заштићен од оштећења прстима и прашином. У прошлости, међутим, ово је било више него компензовано оштећењима од дима свећа или камина. Многе историјске зграде познате плафоне. Једна од најпознатијих је плафон Сикстинске капеле. Висина плафона може да има психолошке ефекте.

## Уопштено о плафону
Плафон у катедрали веома висок плафон који покрива простор налик онима у црквама. Спуштен плафон је онај који има финалну површину изграђену на неколико центиметара или до неколико метара испод конструкције изнад њега. Ово се обично ради из естетских разлога, као што су постизање жељене висине таванице или из разлога да би имало простора за вентилациони систем или цевовода. На основу тога, изнад се подиже спрат за који су ти цевоводи намењени а при томе спрат испод не види те цеви. Конкавни или барелни свод је закривљен или заобљен плафон, обично са визуелним или акустичним својствима док је касетирани плафон подељен на мрежу квадратних или осмоуганих спуштених панела, који се називају "lacunar" плафони. Уваљени плафон се формира од закривљених гипсаних прелаза иземђу зида и плафона и то је име за изливање кривина или ливење конкавне криве.

Плафони су често украшавани фрескама, мозаицима од ситних плочица и другим површинским третманима. Иако се много тешко изводи украсни плафон има предност ту што је далеко од прстију и прашине па је тиме заштићенији од остатка просторије. Међутим у прошлости ови плафони су више оштећивани због штетности дима од свећа и камина. Многа историјска места имају прослављене плафоне само на основу осликаних фресака на њима. Можда је једна од најпознатијих таваница у Сикстинској капели коју је урадио својевремено Микеланђело.
- Осликан плафон, "Икар", насликано од стране Рајнера Марије Латзке (1986), замак Тхал, Белгија
- Плафон Велшке катедрале, Енглеска
- Продужени плафон
- плафон у Џамији Шеика Лотфолаха, Иран
- Фреске на плафону у Ајнзиделнска опатија у Швајцарској
- Високо украшен плафон у Моријевом стилу у Агадиру, Мароко
- Показна реконструкција спуштеног римског плафона у царским палатама
- плафон у Конгресној Библиотеци у САД

## Класификација међуспратне конструкције - Плафона
Подела међуспратне конструкције се може извршити на следеће начине:
- На основу положаја у згради

1. Изнад отвореног простора
2. Обичне међуспратне
3. Поткровне (према тавану)
4. Кровне
5. Изнад подрума

- На основу облика

1. Хоризонталне
2. Косе
3. Сводног облика

- По начину преноса оптерећења

1. Плочасте међуспратне конструкције
2. Ребрасте међуспратне конструкције

- По начину извођења

1. Међуспратне конструкције које се раде на лицу места
2. Полумонтажне
3. Монтажне

- Подела по материјалу

1. Од опеке
2. Од бетона
3. Од метала
4. Од стакла
5. Од дрвета
6. Од камена

## Плафони отпорни на ватру
Најчешћи плафони који доприносе рејтингу ватросталних плафона у комерцијалној стамбеној изградњи је спуштени плафон. У том случају са спуштеним плафоном, постиже се виши рејтинг целог система, као и структуре изнад где је плафон спуштен, који може бити спрат од бетона или дрвета, као и механизам вешања где се плафон понаша као мембрана. У међу простору, између спуштеног плафона и спрата, као што је Т-бар плафон или слој сушеног зида, често постоји неки простор за машинске и електро инсталације и цеви. Независни плафон, може бити контруисан тако да има засебан ватростални рејтинг. Такви системи морају бити тестирани, без утицаја спуштања од горњег спрата како би се доказало да је систем одржив, односно да је плафон способан да се сам држи без утицаја остатка структуре. Овакав вид плафона се обично инсталира да заштити ствари изнад ватре, ако до ње дође.
- Тестирање плафона отпорног на ватру, изглед након 4 сата изложености ватри
- Плафон од издржљивог челика након 4 сата изложености ватри